# 7051 Sean
7051 Sean eller 1985 JY är en asteroid i huvudbältet som upptäcktes den 13 maj 1985 av det amerikanska astronom paret Eugene M. och Carolyn S. Shoemaker vid Palomar-observatoriet. Den är uppkallad efter upptäckarnas barnbarn, Sean Colin Woodard.
Asteroiden har en diameter på ungefär 15 kilometer och den tillhör asteroidgruppen Themis.